# Aprilaufstand

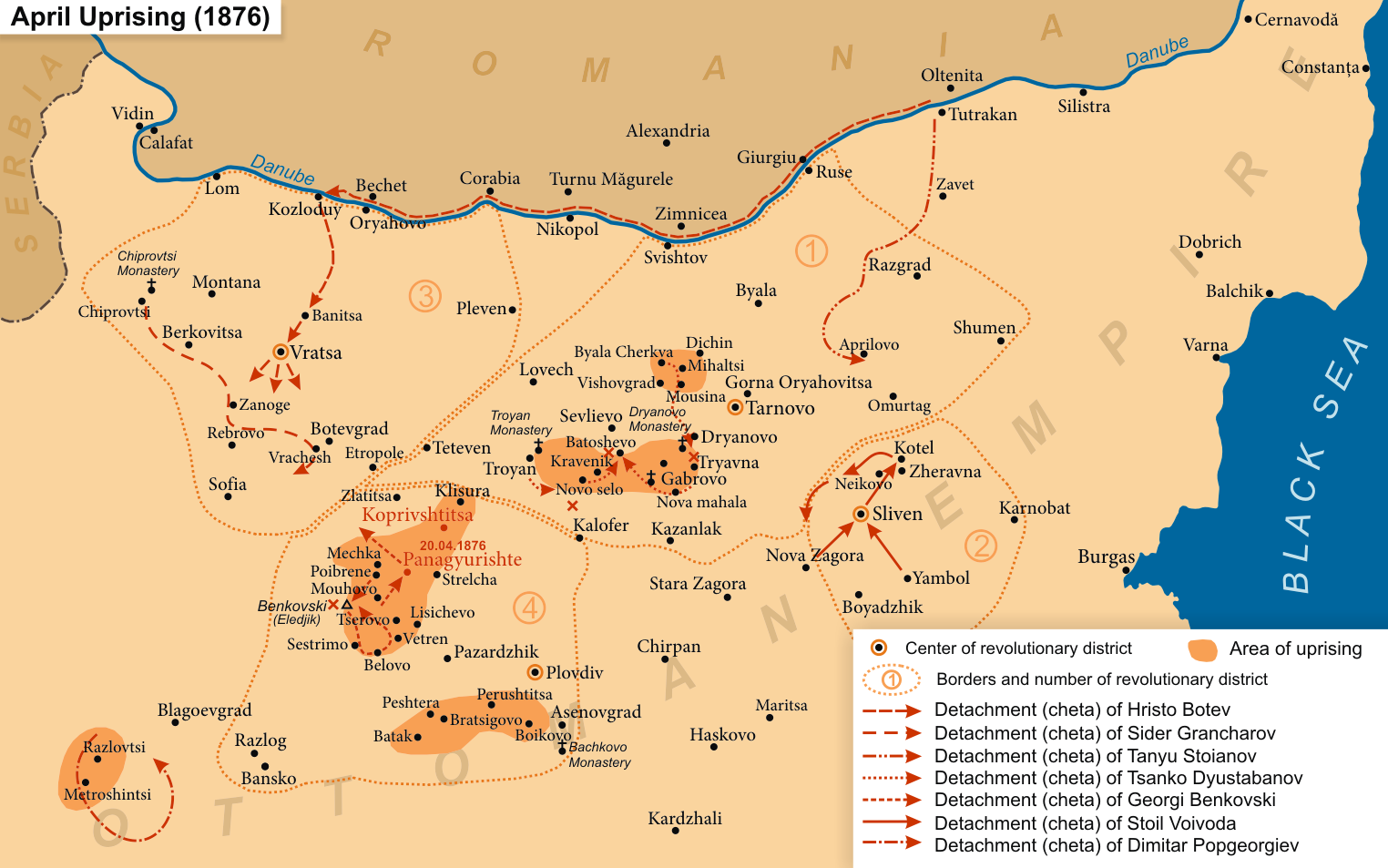
Die aufständischen Gebiete während des Aprilaufstands von 1876

Der Bulgarische Aprilaufstand war ein Aufstand der bulgarischen Bevölkerung während der „Bulgarischen Wiedergeburt“ gegen die fast 500 Jahre andauernde osmanische Herrschaft. Er brach am 20. Apriljul. / 2. Mai 1876greg. aus und wurde durch die osmanische Armee und irreguläre Truppen niedergeschlagen.

## Vorgeschichte und Organisation

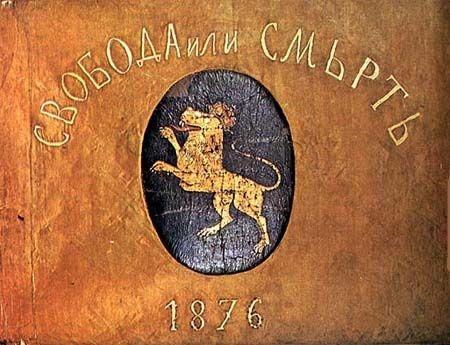
„Swoboda ili smrt“ Freiheit oder Tod; Flagge der Aufständischen in Gorna Orjachowiza

Seit ihrer Eroberung durch das Osmanische Reich im Jahre 1393 waren alle bulgarischen Gebiete bis 1878 unter osmanischer Herrschaft. Beeinflusst von der Entwicklung von Nationalstaaten und nationalen Identitäten in Westeuropa entstand auch in Bulgarien der Wunsch nach „nationaler Befreiung“.
Vom 15. bis 25. Dezember 1875 traf sich in der rumänischen Stadt Giurgiu an der Donau das dortige bulgarische Revolutionskomitee unter dem vorsitzenden „Apostel“ Stefan Stambolow. Nach den Erkenntnissen von Wasil Lewski, dass ein nationaler Befreiungskampf nur mit der Verlagerung der Aufstandsvorbereitungen nach Bulgarien mit einem Netz von revolutionären Komitees erfolgreich sein konnte, wurde vom Revolutionskomitee in Giurgiu die Entscheidung über die Vorbereitung und Durchführung eines Aufstandes innerhalb Bulgariens getroffen, der zur endgültigen Befreiung von der osmanischen Herrschaft führen sollte. Der Aufstand sollte viel länger vorbereitet werden als der fehlgeschlagene und blutig beendete „Aufstand von Stara Sagora“. Eine weitere Entscheidung, die von den Ideen Lewskis beeinflusst war, war die Unterteilung der bulgarischen Ländereien in Revolutionäre Regionen/Komitees (bulg. революционни окръга). Laut Stojan Zaimow und Nikola Obretenow waren es vier, laut Sahari Stojanow fünf. In jeder Region sollte ein Apostel Hauptverantwortlicher sein.
Die Führungsrolle wurde der Ersten Revolutionären Region von Tarnowo übertragen. Diese revolutionäre Region umfasste die Gebiete um Weliko Tarnowo, Gorna Orjachowiza, Sewliewo, Gabrowo und Trojan. Hauptverantwortlicher war der Apostel Stefan Stambolow gemeinsam mit seinem Stellvertreter Georgi Izmirliew dem Mazedonen und mit Christo Karaminkow-Bunito. Die Zweite Revolutionäre Region umfasste die Regionen um Sliwen, Jambol und Kotel. Apostel hier war Ilarion Dragostinow mit Georgi Obretenow als militärischem Ausbilder und Strahil Wojwoda als seinem Stellvertreter. Die Dritte Revolutionäre Region von Wraza sollte die Regionen um Sofia und Wraza und Nordmakedonien umfassen. Hauptverantwortlicher war Stojan Zaimow mit Georgi Apostolow Nikola Obretenow und Nikola Slawkow als Stellvertreter. Die IV. Revolutionäre Region von Plowdiw hatte das Zentrum Panagjurischte. Hauptapostel war Panajot Wolow mit Georgi Benkowski als seinem Stellvertreter. Später wurden als Stellvertreter noch Sahari Stojanow und Georgi Ikonomow herangezogen. Im Winter 1875/76 wurde mit der Vorbereitung begonnen.
Anfang April fand in Oborischte am Südhang des Balkans eine Versammlung statt, die als erste Nationalversammlung in die bulgarische Geschichte einging. Die 64 Delegierten beschlossen, am 26. April 1876 loszuschlagen. Die Bevölkerung schloss sich an.

## Aprilaufstand

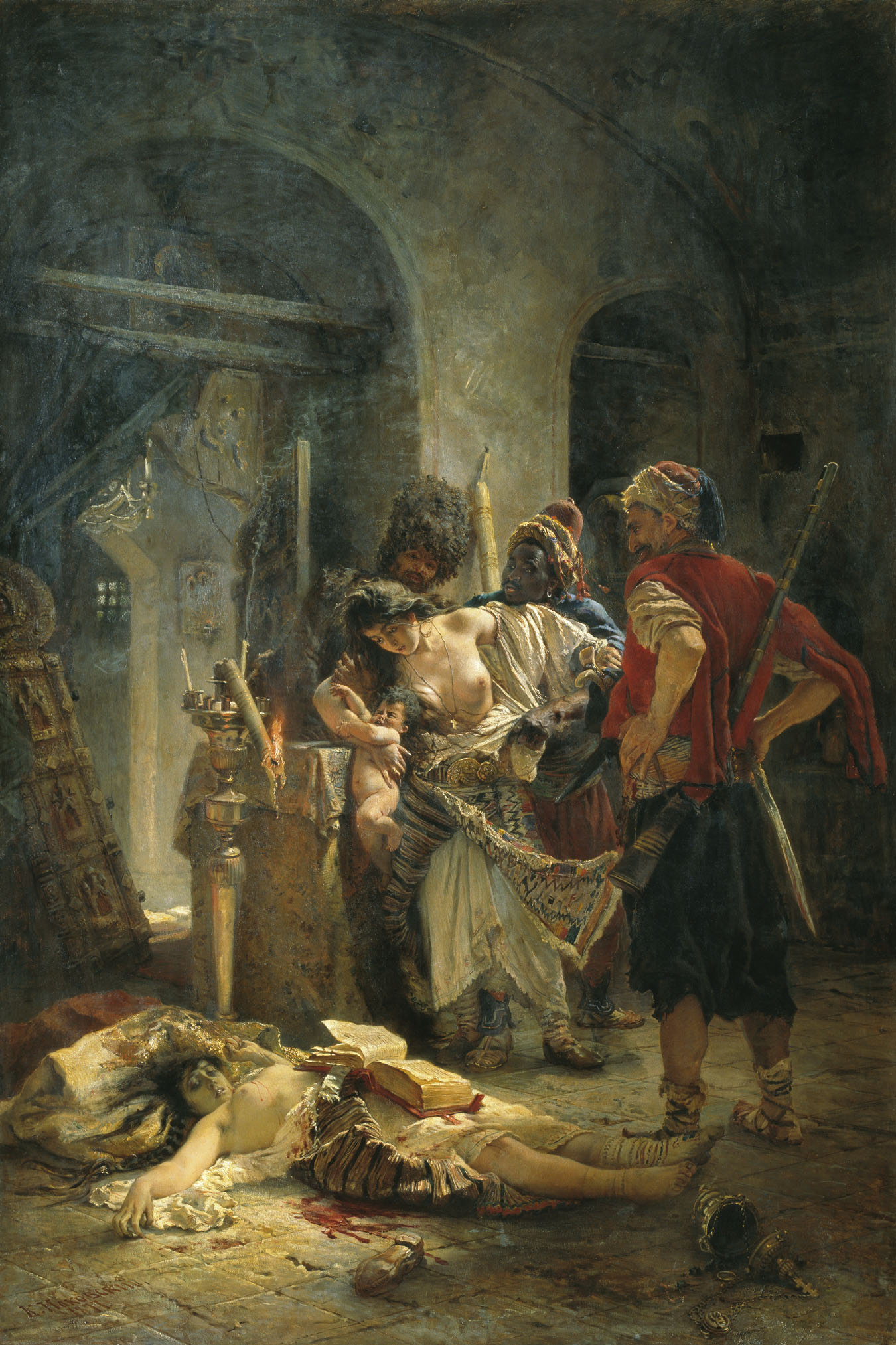
Başı Bozuk verüben Gräueltaten in Bulgarien, 1877, Künstlerische Darstellung von Konstantin Makowski

Am 20. Apriljul. / 2. Mai 1876greg. brach der Aufstand aus. Das Regierungsgebäude in Kopriwschtiza und Panagjurischte, der Konak, in dem sich türkisches Militär verschanzt hatte, wurde gestürmt. Die Rebellion griff auf Klissura, Brazigowo, Batak und Peruschtiza über. Mancherorts brachen Einzelaufstände plötzlich, planlos und führerlos aus. Gegen die rebellierende Bevölkerung wurden insgesamt 80.000 türkische Freischärler (Başı Bozuk) und Tscherkessen und 10.000 reguläre osmanische Kräfte (Redifen) sowie das Artilleriebataillon von Edirne (Adrianopel) aufgeboten. Zusätzlich wurden weitere Armeeeinheiten aus Kairo und Trapezunt angefordert. Während der Kämpfe wurde die ganze Region Opfer marodierender osmanischer Freischärler namens Başı Bozuk und den Tscherkessen.
Am 22. Apriljul. / 4. Mai 1876greg. wurde die Unabhängigkeit in Batak verkündet. Batak war für die folgenden zehn Tage eine freie und unabhängige Republik, die unter der Leitung des Revolutionskomitees stand. Am 26. Apriljul. / 8. Maigreg. wurde Klissura als erste Rebellenhochburg von der türkischen Garnison in Sofia unter Führung von Hasan Bej eingenommen. Besondere Verdienste dabei sollen die Başı Bozuk unter ihrem Kommandanten Tosun Bej gehabt haben. Am 30. Apriljul. / 12. Maigreg. wurde Batak durch eine osmanische Einheit von 8.000 Soldaten umzingelt. Der Kampf dauerte fünf Tage und Nächte und erstreckte sich auch auf den Ort Galagonkata, auf die dortige Schule der Hll. Kyrill und Method und auf die Kirche Sweta Nedelja. Diese Kirche war die letzte Festung des Aprilaufstandes und ist das einzige erhalten gebliebene Gebäude von damals. Es folgte einer der grausamsten Teile des Aufstandes, das Massaker von Batak.
Vom 29. Apriljul. / 11. Maigreg. bis zum 7. Maijul. / 19. Maigreg. führten im Erzengel-Michael-Kloster im Tal des Flusses Drjanowo 200 Aufständische einen verzweifelten Kampf gegen die Übermacht der 10.000 Mann starken osmanischen Armee unter der Führung von Fazla Pascha.
Am 28. Mai bestiegen Botew und 205 Mitglieder seiner Tscheta in Giurgiu den österreichischen Donauraddampfer Radetzky und zwangen am folgenden Tag den Kapitän, am anderen Ufer bei Kosloduj anzulegen. Am 1. Juni fand Botew durch die Hand eines osmanischen Scharfschützen den Tod und seine Tscheta wurde aufgerieben.
Ein Ort nach dem anderen fiel in die Hände der osmanischen Armee. Mehrere tausend Zivilisten, darunter Frauen und Kinder, wurden ermordet. Viele wurden bei lebendigem Leib in den Dorfkirchen verbrannt. Internationale Untersuchungskommissionen bemühten sich, die Zahl der Opfer und das Ausmaß der Zerstörung an Städten, Dörfern, Kirchen und Klöster festzustellen. Der russische Konsul in Adrianopel, ein Korrespondent des „Figaro“ und der deutsche Konsul in Plowdiw untersuchten das Gebiet um diese Stadt. Die englischen Liberalen schickten Sir Walter Baring und Sir Garchino. Unabhängig davon untersuchten die Amerikaner durch ihren Generalkonsul Eugen Skyler die Folgen. Die amerikanische Kommission berichtete nur für die Gebiete um Plowdiw, Sliwen und Weliko Tarnowo: 

„[…] 15.000 Opfer, meistens Frauen und Kinder, zu verzeichnen waren, dass 79 Dörfer, 9.000 Häuser, 200 Kirchen, 10 Klöster und Schulen zerstört wurden und etwa 72.000 Bulgaren obdachlos waren.“

Der Aufstand scheiterte auch an der mangelnden Koordination zwischen den lokalen Komitees und an der geringen Zahl von kaum mehr als 10.000 bewaffneten Aufständischen.

## Opfer
Die osmanische Regierung gab zunächst eine Opferzahl von 3.100 an, revidierte sie jedoch später auf 15.000. Einige, zumeist bulgarische Historiker sprechen sogar von 30.000 bis 60.000 Opfern. Die meisten Historiker schätzen die Opferzahl auf 15.000 bis 30.000. Weitere Hunderttausende wurden nach bulgarischen Angaben verfolgt und nach Kleinasien verschleppt.
Mit dem Bekanntwerden des Aufstandes und der Anzahl seiner Opfer nahm die europäische Öffentlichkeit, nach Jahrhunderten Vergessenheit das bulgarische Volk und die bulgarische Frage erneut wahr.

## Auswirkungen und Bedeutung
Es ist umstritten, ob es sich, wie von bulgarischen Historikern behauptet, um eine nationale Erhebung der „bulgarischen“ Bevölkerung gegen eine Fremdherrschaft gehandelt habe. Die Zahl der örtlich isolierten Revolutionäre und deren Organisationsgrad war zu gering, um Einfluss auf die Gesamtbevölkerung zu erlangen. Letztlich konnten die Anführer des Aprilaufstandes lediglich einige hundert Aufständische organisieren und waren schnell besiegt. Den Übergriffen der Aufständischen auf die ansässige moslemische Bevölkerung folgten äußerst brutale „Befriedungsmaßnahmen“ der Osmanen mit zehntausenden Toten unter der bulgarischen Zivilbevölkerung. Nach dem Historiker Björn Opfer kann von einem „nationalen Befreiungskampf“ letztlich nicht gesprochen werden.
Die Brutalität, mit der der Aufstand niedergeschlagen wurde, sowie die Gräuel, die dabei an der Zivilbevölkerung verübt wurden, führten zu einem Aufschrei in Europa. Man war entsetzt über die Bilder in den Zeitungen, auf denen Leichen von verbrannten und ermordeten Menschen zu sehen waren. In der französischen Nationalversammlung hielt Victor Hugo eine Rede gegen die Grausamkeit der osmanischen Regierung. In Italien wurde Bulgarien durch Giuseppe Garibaldi zum Thema von Demonstrationen gemacht. In Russland erhoben u. a. Tolstoi, Dostojewski und Turgenew ihre Stimme. In den USA titelte die New York Times am 29. August 1876 „Die Gräueltaten der Barbaren in Bulgarien“. In Großbritannien verfasste Gladstone sein Pamphlet „Bulgarian Horrors and the Question of the East“, in dem er die barbarische Niederschlagung des Aufstandes schilderte und die Politik der Disraeli-Regierung hinsichtlich der sogenannten Ostfrage heftig kritisierte. Auch Oscar Wilde widmete sein 6. Sonnet den tausenden bulgarischen Zivilisten, die in den Massakern ihr Leben verloren hatten.
Vom 23. Dezember 1876 bis 20. Januar 1877 fand die internationale Konferenz von Konstantinopel statt. Dabei schlugen die europäischen Politiker eine Reihe von Reformen im Osmanischen Reich vor. In Bezug auf Bulgarien wurden die Möglichkeit der Autonomie und die Grenzen einer oder mehrerer künftiger autonomer bulgarischer Provinzen innerhalb des Osmanischen Reiches diskutiert. Sultan Abdülhamid II. weigerte sich jedoch, diese Vorschläge zu akzeptieren. Daraufhin erklärte Zar Alexander II. im April 1877 dem Osmanischen Reich den Krieg mit dem Ziel, „die Bulgaren und andere Balkanvölker zu befreien“. Infolge dieses Russisch-Osmanischen Krieges (1877–1878) erlangte Bulgarien 1878 im Frieden von San Stefano die nationale Unabhängigkeit.
Aus den lokalen Aufständen entstand in den folgenden Jahrzehnten ein revolutionärer (Neu-)Gründungsmythos der bulgarischen Nation:

„Die Erinnerungen an den Aprilaufstand entwickelten sich zu einem „Dauerbrenner“ im Gedächtnis der Bulgaren. Bis in die Gegenwart hinein gilt der Aufstand als Beleg für das kämpferische Nationalbewusstsein, die Opferbereitschaft, Leidensfähigkeit und das Heldentum der Bulgaren und ihrer Führer. Unabhängig von ihrer politischen Ausrichtung und Ideologie instrumentalisierten alle Regierungen des 20. Jahrhunderts von der Bauernpartei in der Zwischenkriegszeit, der autoritären Königsdiktatur vor und während des Zweiten Weltkrieges bis hin zum staatkommunistischen Regime die Mythen dieses Aufstands, um ihre historischen Traditionen zu verorten, nationale Mobilisierungsressourcen zu nutzen und Politik zu verkaufen.“